# سیارک ۱۵۴۸
سیارک ۱۵۴۸ (به انگلیسی: 1548 Palomaa، نامگذاری:1935FK) هزار و پانصد و چهل و هشتمین سیارک کشف شده‌است که در ۲۶ مارس ۱۹۳۵ کشف شد.
قدر مطلق سیارک برابر ۱۱٫۵۰ است.